# Sérgio Hondjakoff
Sérgio Francisco Hondjakoff Mendonça (Nova Iorque, 15 de agosto de 1984) é um ator brasilo-estadunidense. Ganhou destaque pelo papel do personagem Cabeção, na série de televisão adolescente, Malhação.
Sérgio começou sua carreira nos anos 1990, protagonizando comerciais e fazendo participações na Escolinha do Professor Raimundo, e Você Decide, mas seu primeiro papel fixo ocorreu em 1998, na novela Meu Bem Querer.
Em 2000, Sérgio deu vida ao personagem Cabeção, a partir da 7ª temporada de Malhação. O sucesso foi tão grande que o personagem permaneceu na novela por seis temporadas, saindo apenas em 2006. Com o sucesso de seu personagem, também atuou em paralelo como repórter no Vídeo Show, durante um breve período em 2004, retornando a esse posto somente em 2014.
Após sua saída de Malhação, ainda atuou em papéis secundários da Globo como Pé na Jaca, Sob Nova Direção, Toma Lá Dá Cá, e Casos e Acasos. Seu último trabalho em novelas foi em 2009, quando assinou com a Record para integrar o elenco de Bela, a Feia.
Longe dos holofotes, passou a enfrentar problemas pessoais, como a falta de trabalhos como ator, e seu vício com as drogas, que só se tornou público em 2021, após a interdição da clínica de reabilitação onde estava internado em Pindamonhangaba, no interior de São Paulo, por denúncia de cárcere privado de pacientes.
Em 2014, enquanto propostas para atuar não apareciam, Sérgio tentou investir na carreira de funkeiro, em parceria com seu amigo Dino Boyer, que também é músico, onde lançaram a dupla Cabeção e Dino Boyer, mas o projeto não foi adiante. Mais tarde, em 2017, mudou-se para Nova Iorque, onde passou uma temporada trabalhando como operador de caixa em um mercado, para aprender o inglês.
Em 2020, Sérgio foi pai de seu primeiro filho, Benjamin, de um relacionamento com sua então namorada, Danielle Monteiro.
Suas participações mais recentes na televisão foram na série Impuros (2018), da Fox, e no reality show Made in Japão (2020), comandado por Sabrina Sato na Rede Record. É filiado ao Cidadania.

## Carreira
De ascendência materna russa, Começou a carreira aos quatro anos de idade, atuando em comerciais e fotos publicitárias. Aos sete anos participou da Escolinha do Professor Raimundo, como filho do Rolando Lero. Substituiu um ator na peça "República das Sauvas" sem ao menos ensaiar uma vez sequer, fazendo sua estréia no mundo do teatro. Como Chumbinho, fez Clube da Criança, com Mylla Christie, na TV Manchete. Ganhou destaque em 1998 na novela Meu Bem Querer como Dan, filho do personagem do ator José Mayer. Em 2000, nasce Artur Malta, o Cabeção, em Malhação, na qual permaneceu por seis temporadas, sendo um dos personagens que mais tempo permaneceram na série jovem. Entre os anos 2000 e 2006, Sérgio Honjakoff encantou os telespectadores ao dar vida ao personagem Artur Malta, que era conhecido como Cabeção, em Malhação, da TV Globo. Em 2009, assinou com a Rede Record e participou da novela Bela, a Feia.
Em 2013, Sérgio seguiu brevemente uma carreira como cantor na dupla Cabeção e Dino Boyer, com o single "Basta Tocar o Tamborzão". Em 2014, trabalhou como repórter do programa Vídeo Show. Em 2017, se mudou para Nova Iorque, nos Estados Unidos, e começou a trabalhar em um restaurante. Após sete meses em terras americanas, o artista acabou por voltar para o Brasil, ainda em 2017.
Em 2019 fez uma participação rápida em um vídeo do canal Diogo Defante no YouTube, como um substituto contratado pelo humorista Maurício Meirelles para divulgar o seu canal e trabalho no canal de Diogo, o mandando para o Paraguai. Participou da peça de teatro "Valendo o som" com equipe de Miguel Falabella.
Em março de 2020 foi confirmado como uma das dez celebridades do reality show Made In Japão da RecordTV.
Em março de 2023, foi anunciada sua integração ao elenco de A Praça É Nossa.

## Controvérsias

### Vazamento de vídeo íntimo
Em maio de 2012, um vídeo íntimo de Sérgio Hondjakoff viralizou na internet. Nas imagens vazadas, ele aparece mostrando brinquedos eróticos e depois se masturbando.

### Fotos com armas
Em publicação feita no Instagram em junho de 2013, Sérgio Hondjakoff apareceu apontando uma arma e fazendo gesto obsceno para a câmera. A foto foi apagada da rede social na mesma época. Em um dos registros, o ator também aparecia armado ao lado do rapper Thaíde. Em 2018, o ator postou novamente esta imagem e afirmou ser parte da divulgação do filme Soroche, lançado um ano antes.

### Bêbado em entrevista, 2006
Em 2006, Sérgio Hondjakoff foi protagonista de um dos primeiros vídeos de sucesso do YouTube. Em uma festa, o ator deu uma entrevista em que supostamente estaria bêbado.
Em entrevista ao site Ego em 2012, o artista afirmou que estava "somente fingindo" e que a edição colaborou para que as pessoas entendessem que ele estava embriagado. Para o programa Câmera Record em 2017, o ator afirmou que a situação prejudicou a sequência de sua carreira. Ele também compartilhou um relato nas redes sociais comentando sobre a importância do episódio.

### Ameaças de morte ao próprio pai em redes sociais
No dia 6 de junho de 2022, Sérgio realizou live em que aparecia com humor bastante alterado, alegando estar sendo perseguido por entidades não identificadas e pedindo mil reais para seus seguidores para ir a São Paulo. No vídeo Sérgio ressalta: “Fala, galera, beleza? Eu estou aqui pancadão e todo mundo me foden**. Estou pedindo mil reais para o meu pai para ir para São Paulo, mas ele não quer me dar. Eles querem que eu seja internado contra a minha vontade porque eu dei uns ‘tequinhos’ (gíria usada para carreiras de cocaína) e fico ‘muito louco’”. Nas imagens, suas falas são confusas e chega a ameaçar de morte seu próprio pai, Francisco José de Mendonça, com um bastão.

## Filmografia

### Televisão
| Ano     | Título                               | Personagem                            | Notas                                          |
| ------- | ------------------------------------ | ------------------------------------- | ---------------------------------------------- |
| 1992    | Escolinhazinha do Professor Raimundo | Levando Papo                          | Episódio: "12 de outubro"                      |
| 1992    | Voce Decide                          | Pedro                                 | Episódio: "Testemunha Ocular"                  |
| 1993    | Contos de Verão                      | Zezinho                               | Episódio: "14 de maio"                         |
| 1993–94 | Clube da Criança                     | Assistente de palco                   |                                                |
| 1995    | História de Amor                     | Pedrinho                              |                                                |
| 1996    | Chico Total                          | Eduardo                               | Episódio: "13 de novembro"                     |
| 1998    | Meu Bem Querer                       | Daniel Amoedo (Dan)                   |                                                |
| 1999    | Mulher                               | Márcio                                | Episódio: "Mãe Menina"                         |
| 2000–05 | Malhação                             | Artur Malta (Cabeção)                 | Temporadas 7–12                                |
| 2004–05 | Vídeo Show                           | Repórter                              |                                                |
| 2005    | Sitcom.br                            | Namorado                              | Episódio: "Amor Sem Palavras"                  |
| 2006    | Sob Nova Direção                     | Darcy Júnior                          | Episódio: "Pai pra Toda Obra"                  |
| 2006    | Pé na Jaca                           | Nuno Botelho Noscheze                 |                                                |
| 2008    | Toma Lá, Dá Cá                       | Larica                                | Episódio: "Uma Epidemia Politicamente Correta" |
| 2008    | Casos e Acasos                       | Pedro                                 | Episódio: "A Câmera Escondida"                 |
| 2009    | Bela, a Feia                         | Maximiliano Palhares de Freitas (Max) |                                                |
| 2014    | Vídeo Show                           | Repórter                              |                                                |
| 2018    | Impuros                              | Camarão                               | Episódio: "3"                                  |
| 2020    | Made In Japão                        | Participante                          | Temporada 1                                    |

### Cinema
| Ano  | Título                             | Personagem            |
| ---- | ---------------------------------- | --------------------- |
| 2004 | Um Show de Verão                   | Amigo de Marcelo      |
| 2004 | Xuxa e o Tesouro da Cidade Perdida | Demétrio              |
| 2006 | Didi, o Caçador de Tesouros        | Zeca                  |
| 2016 | Soroche                            | Chaves                |
| 2018 | A Repartição do Tempo              | Artur Malta (Cabeção) |
| 2019 | Impuros - O Filme                  | Camarão               |

## Teatro
| Ano       | Título                       | Personagem |
| --------- | ---------------------------- | ---------- |
| 1993      | A República Das Saúvas       | Beira      |
|           | Arraia                       | Nicolau    |
|           | Pedro e o Lobo               | Pedro      |
|           | Mágica Fábrica de Brinquedos | Desastrado |
| 1994      | Anjinhos do barulho          | Sabid      |
| 1999      | Teen Lovers                  | Alexandre  |
|           | Pai, Qual é a Tua?           | Bruno      |
| 2001      | Batendo a Real               | Vina       |
| 2001      | Meninos da Rua Paulo         |            |
| 2002/2003 | A bruxinha que era boa       | Pedro      |
| 2004      | Conflito Irrestrito          | Quina      |
| 2006      | Jovem Estudante Procura      | Gabriel    |
| 2006      | Independência                | -          |